# Zpívej 2
Zpívej 2 (v anglickém originále Sing 2) je americký animovaný film z roku 2021. Režie se ujali Garth Jennings. V původním znění postavy namluvili Matthew McConaughey, Reese Witherspoon, Scarlett Johansson, Taron Egerton, Bobby Cannavale, Tori Kelly, Nick Kroll, Pharrell Williams, Halsey, Chelsea Peretti, Letitia Wright, Eric André, Adam Buxton, Garth Jennings, Peter Serafinowicz, Jennifer Saunders, Nick Offerman, Bono.

## Obsazení
- Matthew McConaughey jako Buster Moon
- Reese Witherspoon jako Rosita
- Scarlett Johansson jako Ash
- Taron Egerton jako Johnny
- Bobby Cannavale jako Jimmy Crystal
- Tori Kelly jako Meena
- Nick Kroll jako Gunter
- Pharrell Williams jako Alfonso
- Halsey jako Porsha Crystal
- Chelsea Peretti jako Suki Lane
- Letitia Wright jako Nooshy
- Eric André jako Darius
- Adam Buxton jako Klaus Kickenklober
- Garth Jennings jako Miss Crawly
- Peter Serafinowicz jako Big Daddy
- Jennifer Saunders jako Nana Noodleman
- Nick Offerman jako Norman
- Bono jako Clay Calloway
- Julia Davis jako Linda Le Bon
- Spike Jonze jako Jerry